# Jakob aus Straßburg
Jakob aus Straßburg war ein jüdischer Arzt, der von 1363 bis 1398 in Frankfurt am Main und ab 1380 zusätzlich in Sinsheim tätig war.

## Leben
Am 24. Juli 1349 wurden alle Frankfurter Juden erschlagen oder in ihren Häusern verbrannt. Nachdem ein kaiserliches Privileg die Neugründung einer Gemeinde ermöglicht hatte, siedelten sich seit 1360 erneut Juden in Frankfurt an. Im Mai 1363 wurde der Arzt Jakob als Bürger der Stadt aufgenommen. Offenbar hatte Jakob nach Frankfurt geheiratet, denn seine Frau Seligkeit war eine Frankfurter Jüdin, Tochter der Adelheid und Stieftochter von Adelheids zweitem Mann Josselin aus Miltenberg. Jakob und Seligkeit bewohnten ein Haus beim Fischerfeld, das zuvor Christen gehört hatte.
Im Januar 1376 behandelte Jakob den Herren von Falkenstein, allerdings nahm er wohl durch Geldgeschäfte mehr ein denn als Arzt oder Hodenschneider. Mit jährlich 15 bis 31 Gulden gehörte er zu den höchstbesteuerten Juden und führte zahlreiche Gerichtsverfahren gegen seine Schuldner. 1390 musste er im Zuge eines Erlassen von König Wenzel seine Schuldbriefe und Pfänder herausgeben.
Ab 1380 war Jakob nicht mehr dauerhaft in Frankfurt und ließ sich bis zum endgültigen Wegzug 1398 vor Gericht mehrfach von seiner Frau vertreten. Die entsprechende Erwähnung als Judenärztin führte in der älteren Literatur zu der Annahme, es handele sich bei Seligkeit bzw. Salekeid um eine jüdische Ärztin.
Nach 1398 lebte Jakob wahrscheinlich bei seinem Schwiegersohn Jeckel in Mainz oder bei seinem Stiefsohn Josselin in Hanau. Seine Frau Seligkeit ist hingegen noch bis 1410 (Andernacht Nr. 12 und 74) oder 1411 in Frankfurt belegt und im Juli 1413 dann in Friedberg (Andernacht Nr. 124).